# Línea 521 (Lanús)
La línea 521 pertenece al partido de Lanús, siendo operada por la Micro Ómnibus Este S.A. (MOESA). Sus unidades cuentan con SUBE.

## Recorrido
- Estación Lanús – Villa Obrera Lanús

Ida a Villa Obrera Lanús: Desde Estación Lanús, Ituzaingó y 29 de Septiembre por 29 de Septiembre, V. Damonte, Presidente Arturo Illia, Presidente Sarmiento, Boulevard Gobernador Martín Rodríguez, General Deheza, Juncal, San Lorenzo, General Guido, Pedernera, Eva Perón, General Pinto, Coronel Lynch hasta Blanco Encalada.
Vuelta a Estación Lanús: Desde Blanco Encalada y Coronel Lynch por Coronel Lynch, General Pinto, Eva Perón, San Lorenzo, Juncal, General Deheza, Boulevard Gobernador Martín Rodríguez, A. France, Blanco Encalada, Presidente Sarmiento hasta Ituzaingó, Estación Lanús.

## Breve historia
La línea estuvo operada por Robosar hasta 2010 donde Micro Ómnibus Este la adquirió. En 2017 compraron su primer y única unidad articulada la cual no duró mucho, dos años más tarde compraron el depósito ubicado en Camino General Manuel Belgrano.